# بيفل بتروف (لاعب كرلنغ)
بيفل بتروف (بالروسية: Петров, Павел)‏ هو لاعب كرلنغ بيلاروسي، ولد في 1971 في مينسك في روسيا البيضاء.

## وصلات خارجية
- بيفل بتروف على موقع الاتحاد الدولي للكرلنغ (الإنجليزية)